# Wayne Schell
Wayne V. Schell (* 12. April 1908 in Massachusetts; † 25. April 1988) war ein US-amerikanischer Badmintonspieler.

## Karriere
Wayne Schell war einer der bedeutendsten US-amerikanischen Badmintonspieler in der Zeit vor dem Zweiten Weltkrieg. 1942 wurde er bei den nationalen Titelkämpfen Zweiter im Herrendoppel mit William Faversham hinter David Freeman und Chester Goss. Nach dem Krieg war er mehrfach bei den Veteranen erfolgreich. So siegte er zum Beispiel 1954 im Veteranendoppel gemeinsam mit Bob Wright. 1977 wurde er in die US Badminton Hall of Fame aufgenommen.

## Referenzen
- http://newspapers.nl.sg/Digitised/Article/straitstimes19540411.2.139.aspx
- http://usabadminton.org/about-usab/walk-of-fame

| Personendaten    | Personendaten                      |
| ---------------- | ---------------------------------- |
| NAME             | Schell, Wayne                      |
| ALTERNATIVNAMEN  | Schell, Wayne V.                   |
| KURZBESCHREIBUNG | US-amerikanischer Badmintonspieler |
| GEBURTSDATUM     | 12. April 1908                     |
| GEBURTSORT       | Massachusetts                      |
| STERBEDATUM      | 25. April 1988                     |